# Trigonomima trigonoides
Trigonomima trigonoides là một loài ruồi trong họ Asilidae. Trigonomima trigonoides được Meijere miêu tả năm 1915.